# Falla av
Att falla av, eller fälla, betyder vid segling att man styr sin farkost längre bort ifrån vindögat, det vill säga att man ökar vinkel mellan båtens färdriktning och vindriktningen (seglar mindre mot vinden, mera medvind).
Eftersom seglen bör trimmas (justeras) enligt vinkeln till vinden är man tvungen att lösa på skoten då man faller av. Beroende på båt- eller fartygstyp kan man till och med vara tvungen att sätta fler försegel eller minska på segelytan akterut, då kursen skall ändras kraftigt, dels för att möjliggöra manövern, dels för att olika segel är effektiva på olika kurser. Till exempel hamnar en fock lätt i lä bakom storseglet vid undanvindskurser, medan en spinnaker inte kan användas vid bidevindssegling.